# Route nationale 5a (Madagaskar)

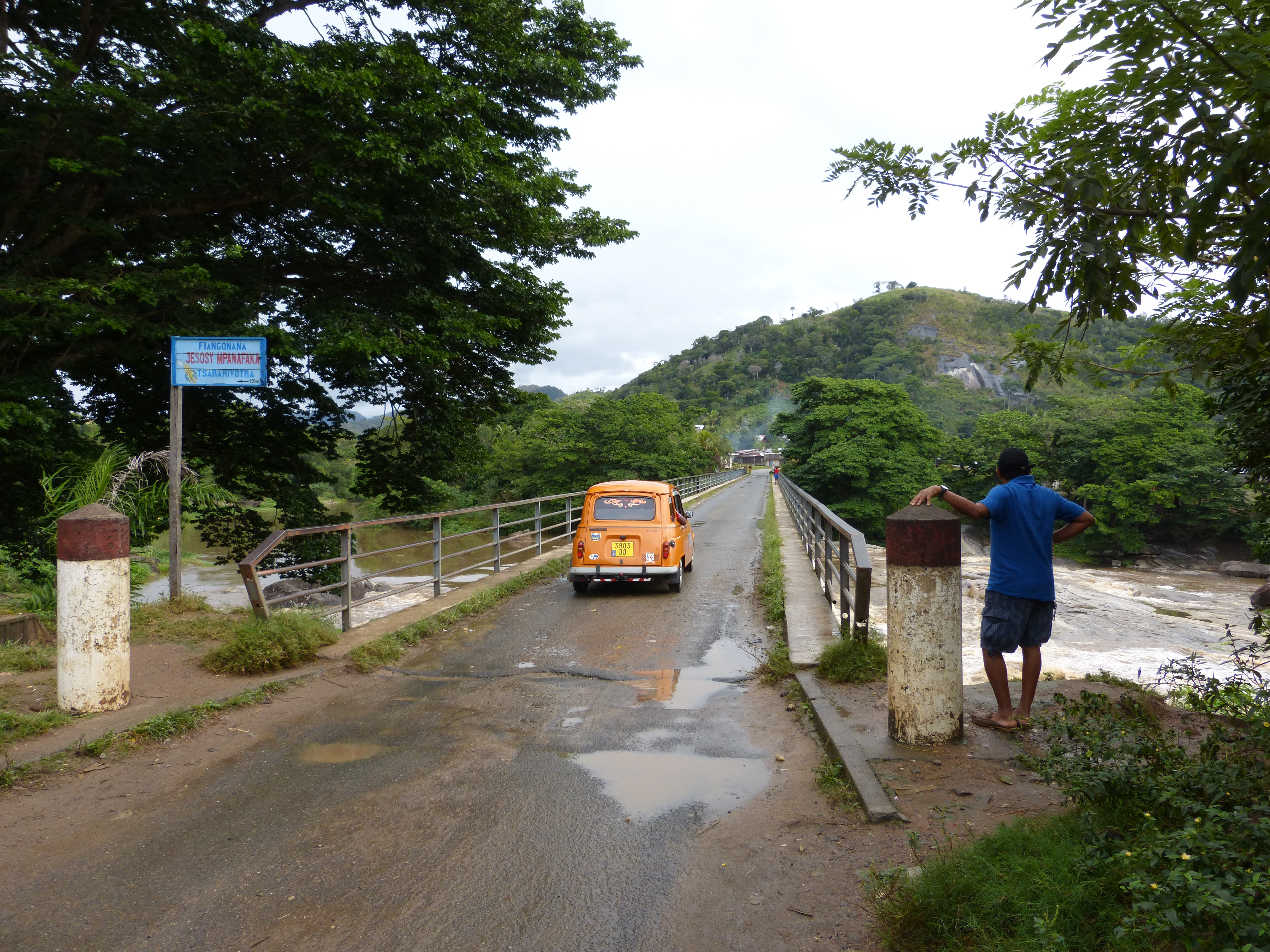
Brücke der RN 5a über den Andriana-Be-Fluss in Antsirabe Nord

Die Route nationale 5a (RN 5a) ist eine 414 km lange Nationalstraße in den Regionen Diana und Sava im Norden von Madagaskar. Sie zweigt in Ambilobe von der RN 6 ab und führt zunächst in östlicher Richtung nach Maromokotra und dann in südöstlicher Richtung nach Androrona (Abzweig der RN 59a nach Vohémar). Anschließend führt sie in südlicher Richtung entlang der Nordostküste über Sambava (Abzweig der RN 3b nach Andapa) nach Antalaha (Abzweig der RN 53). Der letzte Abschnitt führt in südwestlicher Richtung über Maromandia nach Marofinaritra.